# Cantua cordata
Cantua cordata är en blågullsväxtart som beskrevs av Antoine Laurent de Jussieu. Cantua cordata ingår i släktet Cantua och familjen blågullsväxter. Inga underarter finns listade i Catalogue of Life.